# Hohenzollern-Haigerloch

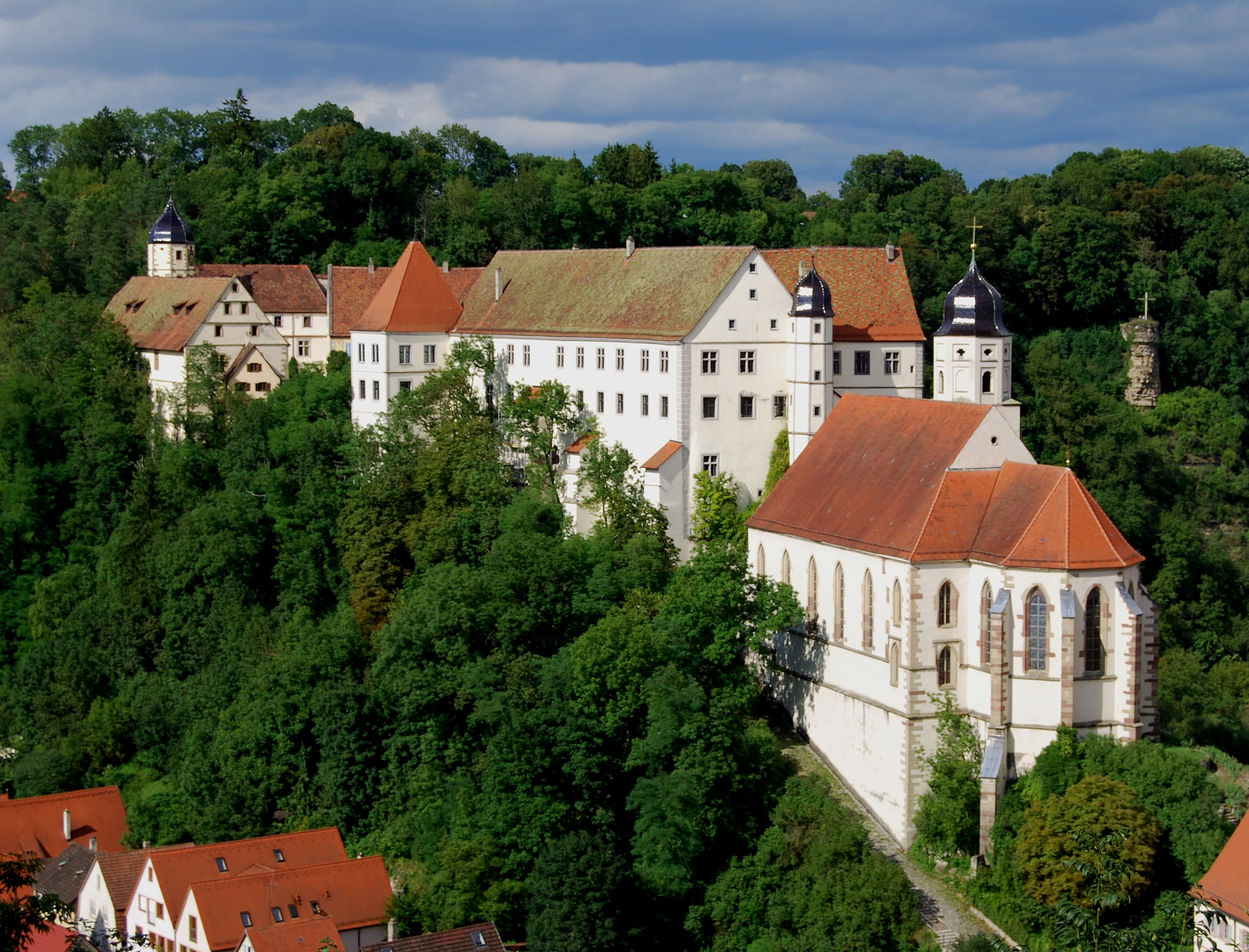
Schloss Haigerloch

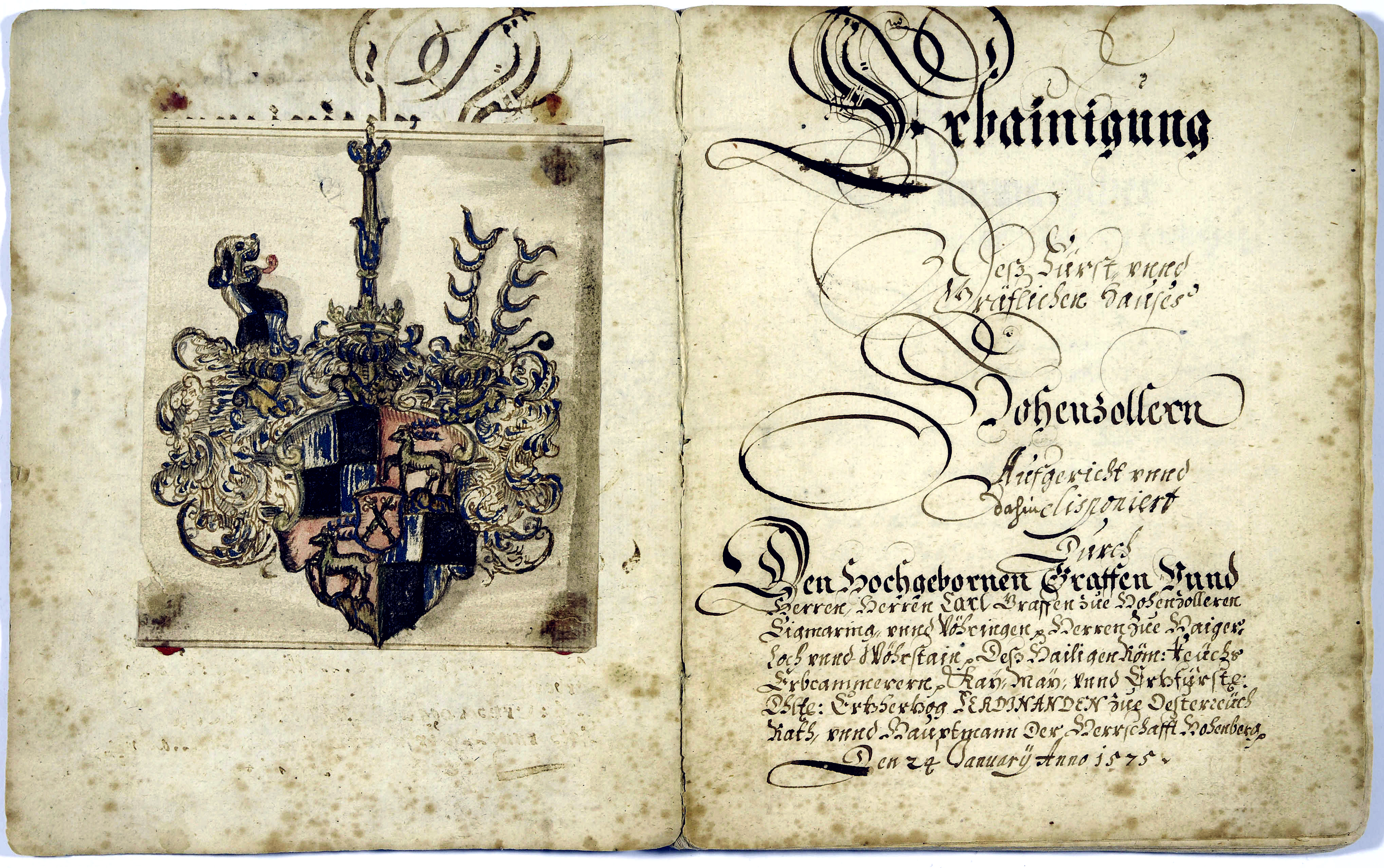
Dokument zur Erbeinigung (1575)

Hohenzollern-Haigerloch war ein Territorium des Heiligen Römischen Reiches Deutscher Nation. Das Land bestand territorial nahezu unverändert von 1576 bis 1767. Ursprünglich gehörte das Gebiet um die Stadt Haigerloch zur Herrschaft Haigerloch. 1497 fiel die Herrschaft an die Grafschaft Hohenzollern. Hohenzollern-Haigerloch entstand durch Erbteilung der Grafschaft im Jahr 1576 gemeinsam mit Hohenzollern-Sigmaringen und Hohenzollern-Hechingen.

## Geschichte
→ zur Vorgeschichte siehe Herrschaft Haigerloch
Karl I. von Hohenzollern bewirkte durch den Erbvertrag von 1575 die Aufteilung des Besitzes im Jahr 1576 auf die drei Linien Hohenzollern-Sigmaringen, Hohenzollern-Hechingen und Hohenzollern-Haigerloch. Die Grafschaft Hohenzollern-Haigerloch setzte sich aus Haigerloch und Wehrstein zusammen. Die Grafschaften Hohenzollern-Sigmaringen und Hohenzollern-Hechingen stiegen 1623 zu Fürstentümern auf. Hingegen blieb Hohenzollern-Haigerloch Grafschaft und fiel 1767 an das Fürstentum Hohenzollern-Sigmaringen.
Christoph (* 1552; † 1592), der Sohn von Karl I., war der erste Graf von Hohenzollern-Haigerloch und begründete diese Linie der Familie. Haigerloch im engeren Sinne bestand aus der Stadt Haigerloch, aus weiteren Ortschaften und aus dem Schloss Haigerloch. Wehrstein mit mehreren Ortschaften verfügte ebenso über ein Schloss. Als Sitz der Regierung wurde Haigerloch bestimmt. Bei einer Bewertung des Erbteiles im Vergleich zu dem seiner Brüder war Christoph im Nachteil. Auf Christoph folgte erst sein Sohn Johann Christoph und anschließend der jüngere Sohn Karl als Regent. Im Todesjahr Christophs, 1592, war Johann Christoph noch nicht volljährig und erhielt daher Vormünder aus dem Kreis der Verwandten. Während der Regentschaft Karls wurde das Land vom Dreißigjährigen Krieg betroffen.
1634 starb die Linie Hohenzollern-Haigerloch aus, und die Grafschaft fiel an das Fürstentum Hohenzollern-Sigmaringen. 1681 wurde von Franz Anton, einem Sohn von Meinrad I. von Hohenzollern-Sigmaringen, die Linie nochmals begründet. Franz Anton hatte zwei Söhne, die als Geistliche wirkten. Nach dem endgültigen Aussterben der Linie 1767 gelangte das Territorium wiederum an Hohenzollern-Sigmaringen.

## Grafen von Hohenzollern-Haigerloch
- Christoph (1576–1592)
- Johann Christoph (1592–1620)
- Karl (1620–1634)

gehört zu Hohenzollern-Sigmaringen (1634–1681)
- Franz Anton (1681–1702)
- Ferdinand Anton (1692–1750)
- Franz Christoph Anton (1750–1767)